# LAV-25
El LAV-25 és un vehicle de reconeixement o vehicle de combat d'infanteria amfibi sobre rodes d'origen canadenc. És fabricat per General Dynamics Land Systems Canadà i està basat en la família de vehicles blindats MOWAG Piranha de fabricació suïssa. Aquesta variant del MOWAG és una de les variants que ha exportat a diversos països i concretament la que s'ha fabricat al Canadà sota llicència.

## Història
A començaments de la dècada dels 80 la companyia General de Motors de Canada que fabricava sota llicència Suïssa va presentar quatre prototips. Aquests prototips van guanyar el concurs i en 1983 es van entregar els primers exemplars, encara que un any més tard l'exèrcit es va retirar del programa. També en 1983 es va iniciar el desenvolupament de 5 variants. L'any 1988 es van completar les entregues i es van començar a formar els batallons LAV dels Marines dels EUA.
En la dècada de 1990 es van distribuir LAV's a l'exèrcit terrestre i està sent utilitzat, àmpliament, a Invasió de l'Iraq de 2003. També s'ha utilitzat en diverses tasques de salvament com, per exemple, després del pas de l'Huracà Katrina a Nova Orleans.

## Variants
- Anti-tanc: armat amb un doble llançador de míssils TOW en una torreta.

- Amb morter: armat amb un morter M252 de 81 mm o 120 mm.

- Preparat per guerra electrònica: equipat amb sistemes de pertorbació de comunicacions enemigues.

- Recuperació: No té torre i la tripulació s'amplia a 4 persones. I se li agreguen una grua, un torn i un grup electrogen per recuperar vehicles.

- Assalt: Dotat amb un poderós canó de 105 mm.

- Vehicle de comandament: Se li acoblen equips addicionals de transmissió.

- Logística: Amb àmplies escotilles i una grua per carregar i descarregar.

- Defensa aèria: Dotat d'un canó multi tub de 25 mm i un parell de llançadors FIM-92 Stinger.